# SN 1181
SN 1181 – supernowa po raz pierwszy zauważona pomiędzy 4 a 6 sierpnia 1181, kiedy to chińscy i japońscy astronomowie zanotowali ją w ośmiu różnych tekstach.
Jedna z zaledwie ośmiu supernowych z Drogi Mlecznej widocznych gołym okiem, zanotowanych w źródłach pisemnych. Wystąpiła w gwiazdozbiorze Kasjopei i była widoczna na nocnym niebie przez około 185 dni.
Pulsar J0205+6449 (znany też jako 3C 58), który kręci się około 15 razy na sekundę, jest prawdopodobnie pozostałością tego wydarzenia. Jeżeli supernowa i pulsar są powiązane, gwiazda ciągle rotuje z mniej więcej podobną energią jak gdyby była uformowana pierwszy raz, w przeciwieństwie do Mgławicy Kraba, będącej pozostałością po supernowej SN 1054 z roku 1054, która straciła dwie trzecie energii rotacji w zbliżonym przedziale czasowym.